# Поджог кафе «Чародейка»
Поджог кафе «Чародейка» — массовое убийство, совершённое в городе Комсомольск-на-Амуре 22 февраля 2001 года участниками организованного преступного сообщества «Общак» с целью запугивания владельца кафе.

## Предыстория
Идея о поджоге кафе принадлежала вору в законе, лидеру организованного преступного сообщества «Общак» Евгению Васину по кличке «Джем». 26 июня 2000 года Васин обсудил свой замысел сжечь кафе с другими лидерами группировки — ворами в законе Олегом Шохиревым, Эдуардом Сахновым, Сергеем Лепёшкиным и Тимофеем Русановым. Лидеры ОПГ рассчитывали таким образом нанести удар по хозяину «Чародейки», крупному предпринимателю и депутату городской думы Эдгарду Зайцеву, который не стал платить «дань» их группировке. В тот же день Евгений Васин приказал кассиру группировки Андрею Макаренко сжечь это кафе, расположенное на первом этаже жилого дома.

## Поджог
Вечером 22 февраля к кафе подъехал автомобиль, в котором были пятеро участников «Общака» — Анатолий Гавриленко, Павел Ревтов, Владимир Баженко, Евгений Просветов и Станислав Мигаль. Анатолий Гавриленко ранее приготовил бензин для изготовления горючей смеси, причём в эту жидкость были добавлены сахар и мука, чтобы смесь лучше прилипала к телам жертв. Анатолий Гавриленко остался сидеть за рулём, остальные, надев маски, ворвались в кафе. Бандиты забросали помещение банками с зажигательной смесью, причём одну из банок разбили рядом с чёрным ходом, другую — на столик, где сидело больше всего посетителей, а ещё одну у порога, чтобы отсечь людям дорогу к выходу. Пламя быстро распространилось по заполненному посетителями кафе. Преступники скрылись с места преступления на автомобиле, у кафе остался лишь Баженко, он удерживал выход из кафе, чтобы люди не могли выбраться из здания.
В результате поджога четыре человека сгорели заживо (причем они погибли не от ожогов — у них фактически сгорела плоть, их тела были обуглены до костей), ещё четверо умерли в больнице, свыше двадцати людей получили сильные ожоги, многие из них остались инвалидами. У людей, которым удалось вырваться из кафе, прямо на улице слезала кожа. Все погибшие и большинство пострадавших были молодыми людьми в возрасте от 15 до 25 лет. Большинство погибших составляли школьницы.
Через несколько дней после поджога кафе Евгений Васин и его приближённые отмечали праздник в ресторане, который находился напротив сгоревшего кафе «Чародейка».

## Аресты, следствие и суд
Убийца Баженко тоже обгорел и не мог обойтись без медицинской помощи. Чтобы правоохранительные органы не вышли через него на остальных, Макаренко и Мигаль убили и его. Макаренко, Ревтов, Мигаль и Просветов были задержаны через несколько дней после поджога. Вор в законе Евгений Васин, по приказу которого был совершен этот теракт, также был задержан по подозрению в этом преступлении. При этом он заявил, что он не причастен к поджогу. Впоследствии Васин умер в СИЗО, так и не дождавшись суда.
Расследование по делу о поджоге кафе проводили следователи генеральной прокуратуры Дальневосточного федерального округа. Объём уголовного дела составлял 47 томов. В судебном разбирательстве принимали участие более 350 свидетелей. Жители Комсомольска-на-Амуре выходили на демонстрации и писали обращения к Президенту России, требуя наказать убийц.
Лидеры «Общака» понимали, что нужно всеми силами отводить от себя подозрения в поджоге, поскольку такое преступление даже в криминальном мире считалось бы ужасным и «беспредельным». В школах и училищах Комсомольска-на-Амуре стали появляться люди, убеждавшие учеников, что «Общак» не имеет к этому преступлению никакого отношения. Был даже организован сбор подписей в защиту четверых убийц, обвиняемых в поджоге.
Все пятеро подсудимых не признали своей вины. Алиби обвиняемым представили их родственники. Организатор поджога Андрей Макаренко заявил суду, что находился в невменяемом состоянии, под воздействием психотропных средств. Однако медицинская экспертиза и проверка видеозаписи следственных действий установили обратное. Макаренко также заявил, что поджог кафе был инсценировкой милиции, устроенной, чтобы «подставить» их группировку. Подсудимый утверждал, что трупы «привезли откуда-то», а пострадавшие (из которых многие остались инвалидами) обгорели вовсе не в «Чародейке».
Осенью 2003 года вор в законе Сергей Лепёшкин, один из тех, с кем Евгений Васин обсуждал идею поджога «Чародейки», осужденный в январе 2003 года на 6 лет за хулиганство, был обнаружен повешенным в камере. Предполагается, что он был убит за то, что получил «звание» вора в законе «не по заслугам».
11 декабря 2003 года Хабаровским краевым судом был оглашен приговор. Все подсудимые были признаны виновными в массовом убийстве, совершенном общеопасным способом, терроризме и умышленном уничтожении чужого имущества. Суд приговорил Макаренко, Мигаля, Просветова и Ревтова к пожизненному заключению, Гавриленко — к 20 годам лишения свободы с отбыванием первых 10 лет заключения в тюрьме. Пострадавшие же требовали смертной казни для преступников. У осуждённых было конфисковано имущество в погашение судебных издержек, материального и морального ущерба — всего около 5 миллионов рублей.
В тот же день, 11 декабря, Анатолий Гавриленко был обнаружен в одиночной камере СИЗО Комсомольска-на-Амуре повешенным на шнурках от собственных кроссовок. Рядом с ним лежала предсмертная записка, в которой он прощался с родственниками. Трое других осуждённых, в том числе Макаренко, направили кассационные жалобы в Верховный Суд.